# Aljoscha Popowitsch (Schiff)
Die Aljoscha Popowitsch war ein sowjetischer Eisbrecher, der ursprünglich als Eisvogel für die deutsche Kriegsmarine im Zweiten Weltkrieg gebaut wurde. Nach dem Krieg diente das Schiff bis 1972 in der Sowjetunion.

## Bau und technische Daten
Das Schiff wurde auf der Aalborg Værft in Aalborg im seit April 1940 von Deutschland besetzten Dänemark für die Kriegsmarine gebaut, als modifiziertes Schwesterschiff der auf der Eriksbergs Mekaniska Verkstad im schwedischen Göteborg im Bau befindlichen Eisbär. Es lief 1942 vom Stapel und wurde am 1. Juni 1942 in Dienst gestellt. Das Schiff war 61,40 m lang und 15,30 m breit, hatte 5,90/6,30 m Tiefgang und eine Wasserverdrängung von 2090 t (Standard) bzw. 2913 t (voll ausgerüstet). Zwei stehende Verbunddampfmaschinen mit dreifacher Dampfdehnung und zusammen 3200 PSi ergaben über zwei Schrauben eine Höchstgeschwindigkeit von 12,5 Knoten. Die Bewaffnung bestand aus zwei 3,7-cm-Flak 37 in Einzellafetten. Die Besatzung bestand aus 69 Mann.

## Kriegsmarine
Die Eisvogel diente in der Ostsee als Eisbrecher, Schlepper, Geleitboot und zuletzt 1945 bei der Evakuierung deutscher Flüchtlinge aus Ostpreußen und Pommern. Bei Kriegsende wurde das Schiff nach seiner letzten Ankunft mit Flüchtlingen in Wismar von seiner Besatzung selbstversenkt.

## Sowjetunion
Schon kurz nach Kriegsende wurde es gehoben, repariert und als Kriegsbeute an die Sowjetunion ausgeliefert. Unter dem neuen Namen Aljoscha Popowitsch (russisch Алёша Попович; benannt nach dem russischen Bogatyr Aljoscha Popowitsch) diente es bis 1972 im Fernen Osten. Das Schiff wurde 1972 ausgemustert und in der Novik-Bucht („Buchta Novik“) auf der Insel Russki bei Wladiwostok aufgelegt. Dort rostete es mit zahlreichen anderen ausgemusterten Einheiten vor sich hin, bis es dann zum Schiffsfriedhof in der Truda-Bucht („Buchta Truda“; 43° 2′ 28″ N, 131° 52′ 23″ O), einem Seitenarm der Buchta Novik, geschleppt wurde. Dort war im Jahre 2003 nur noch die weitgehend verrostete Außenhaut seines Rumpfs zu sehen.